# Belfast
Belfast [bɛɫˈfɑːst] (irisch Béal Feirste [ˌbʲeːɫ ˈfʲɛɾʲʃtʲə]) ist die Hauptstadt von Nordirland im Vereinigten Königreich Großbritannien und Nordirland und die zweitgrößte Stadt der irischen Insel nach Dublin.
Belfast hat etwa 343.000 Einwohner (2019) und liegt an der Mündung des Flusses Lagan in der Bucht von Belfast (englisch Belfast Lough). Die Stadt besitzt den Status einer City und bildet einen der elf nordirischen Verwaltungsbezirke. Im Dublin-Belfast corridor entlang der Autobahn wohnen drei der sechs Millionen Iren.
Belfast ist Sitz eines katholischen (Bistum Down und Connor) und eines anglikanischen Bischofs (Bistum Down und Dromore), Universitätsstadt und besitzt einen Seehafen. Die Stadt ist außerdem Sitz der Regierung und des Parlaments von Nordirland. Innerstädtische Gebiete Belfasts gehörten vor allem in den 1970er Jahren zu den Schauplätzen des Nordirlandkonflikts.

## Name und Wahlspruch
Das irische Béal Feirste bedeutet „Mündung des Farset“ (ir. An Fhearsaid, irisch feminin). Gemeint ist die Einmündung in den Lagan. Der Name des Flusses Farset hat wiederum die Bedeutung „Sandbank“ aufgrund ausgeprägter Sandbänke an seiner Mündung. Er ist heute nicht mehr sichtbar und verläuft unterhalb der Bridge Street.
Die Stadt hat den Wahlspruch Pro tanto, quid retribuamus? („Für so viel, was sollen wir dafür zurückzahlen?“). Der Spruch wurde bereits bei vielen Gelegenheiten als Aufruf zum Kampf interpretiert und als Schlachtruf verwendet, obwohl er eigentlich aus dem Bereich der Universität stammt und Dankbarkeit gegenüber der Alma Mater ausdrücken sollte.

## Geschichte
1177 entstand im heutigen Stadtgebiet eine normannische Burg. 1603 wurde Belfast von Sir Arthur Chichester gegründet. Angesichts der fortdauernden Aufstände im katholisch gebliebenen Irland wurde die Ansiedlung loyaler schottischer Presbyterianer speziell im Bereich Belfasts durch die Krone gefördert. Im 17. Jahrhundert bauten aus Frankreich geflohene Hugenotten die Leinenindustrie auf.
Im 18. Jahrhundert erfolgte eine Erweiterung des Hafens. 1888 erhielt Belfast durch Queen Victoria das Stadtrecht.
1912 lief die in der Belfaster Werft Harland & Wolff gebaute Titanic von hier zu ihrer ersten Fahrt aus. Bei Unruhen in den Jahren 1920 bis 1922 vor dem Hintergrund des Irischen Unabhängigkeitskrieges starben knapp 500 Menschen. Bei der Eröffnung des neu gegründeten Parliament of Northern Ireland am 7. Juni 1921 in der Belfast City Hall machte König Georg V. einen bedeutenden Vorschlag für eine Aussöhnung zwischen Nord und Süd. Die Rede, entworfen von David Lloyd George auf Empfehlungen von Jan Smuts, öffnete die Türen für den formellen Kontakt zwischen der britischen Regierung und der republikanischen Administration unter Éamon de Valera.
Im April und Mai 1941 kam es zu starken Schäden in Hafen und Stadt durch Bombardements der deutschen Luftwaffe. 1969 begannen die bürgerkriegsähnlichen Auseinandersetzungen zwischen militanten Gruppen der Katholiken und Protestanten (man spricht heute meist euphemistisch von „troubles“). Offiziell beendet wurden sie 1998 durch das so genannte Karfreitagsabkommen. Die stark gehemmte Entwicklung der Stadt kam danach in Gang. Wirtschaft und Tourismus entwickelten sich stärker.
Am 16./17. Juni 2009 kam es in Belfast zu Ausschreitungen gegen dort ansässige Rumänen. Nach Aussagen der Betroffenen verließen sie ihre Wohnungen, nachdem es mehrere Nächte in Folge zu Angriffen gegen sie gekommen war, bei denen rassistische Parolen gerufen, Fenster eingeschlagen und Türen eingetreten worden waren. Die Polizei evakuierte daraufhin am 17. Juni über 100 Rumänen zum Ozone-Komplex in Belfast, nachdem sie eine Nacht in der City Church in der University Avenue verbracht hatten.
Am 31. Mai 2011 fand in Belfast eine Gedenkveranstaltung an den Stapellauf der Titanic am 31. Mai 1911 auf der Werft Harland & Wolff statt, damals die größte Werft der Welt.

## Geographie

### Klima
|                       | Jan | Feb | Mär | Apr  | Mai  | Jun  | Jul  | Aug  | Sep  | Okt  | Nov | Dez |   |      |
| Mittl. Tagesmax. (°C) | 6,0 | 6,8 | 9,2 | 11,8 | 14,9 | 17,5 | 18,4 | 18,3 | 16,1 | 12,6 | 9,1 | 6,9 | ⌀ | 12,3 |
| Mittl. Tagesmin. (°C) | 1,5 | 1,5 | 2,7 | 3,9  | 6,1  | 9,2  | 11,0 | 10,7 | 9,2  | 6,8  | 4,1 | 2,9 | ⌀ | 5,8  |
|                       |     |     |     |      |      |      |      |      |      |      |     |     |   |      |
| Niederschlag (mm)     | 85  | 58  | 66  | 52   | 59   | 63   | 63   | 80   | 84   | 87   | 77  | 77  | Σ | 851  |
|                       |     |     |     |      |      |      |      |      |      |      |     |     |   |      |
| Sonnenstunden (h/d)   | 1,6 | 2,4 | 3,2 | 5,3  | 6,4  | 5,7  | 4,7  | 4,1  | 3,7  | 2,8  | 1,8 | 1,2 | ⌀ | 3,6  |
|                       |     |     |     |      |      |      |      |      |      |      |     |     |   |      |
| Regentage (d)         | 16  | 11  | 15  | 10   | 12   | 11   | 11   | 13   | 13   | 14   | 13  | 14  | Σ | 153  |
|                       |     |     |     |      |      |      |      |      |      |      |     |     |   |      |
| Wassertemperatur (°C) | 8   | 7   | 7   | 8    | 9    | 11   | 12   | 13   | 13   | 13   | 12  | 10  | ⌀ | 10,3 |
|                       |     |     |     |      |      |      |      |      |      |      |     |     |   |      |
| Luftfeuchtigkeit (%)  | 92  | 88  | 84  | 82   | 79   | 80   | 82   | 84   | 85   | 89   | 91  | 93  | ⌀ | 85,7 |

| 1,5 |

| 1,5 |

| 2,7 |

| 3,9 |

| 6,1 |

| 9,2 |

| 11,0 |

| 10,7 |

| 9,2 |

| 6,8 |

| 4,1 |

| 2,9 |

| 1,5 |

| 1,5 |

| 2,7 |

| 3,9 |

| 6,1 |

| 9,2 |

| 11,0 |

| 10,7 |

| 9,2 |

| 6,8 |

| 4,1 |

| 2,9 |

### Stadtbild

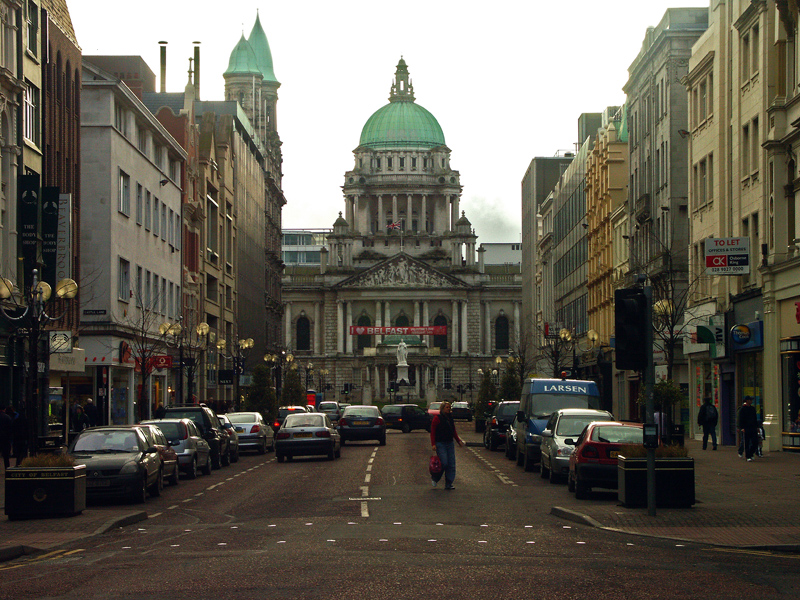
City Hall Belfast und Royal Avenue

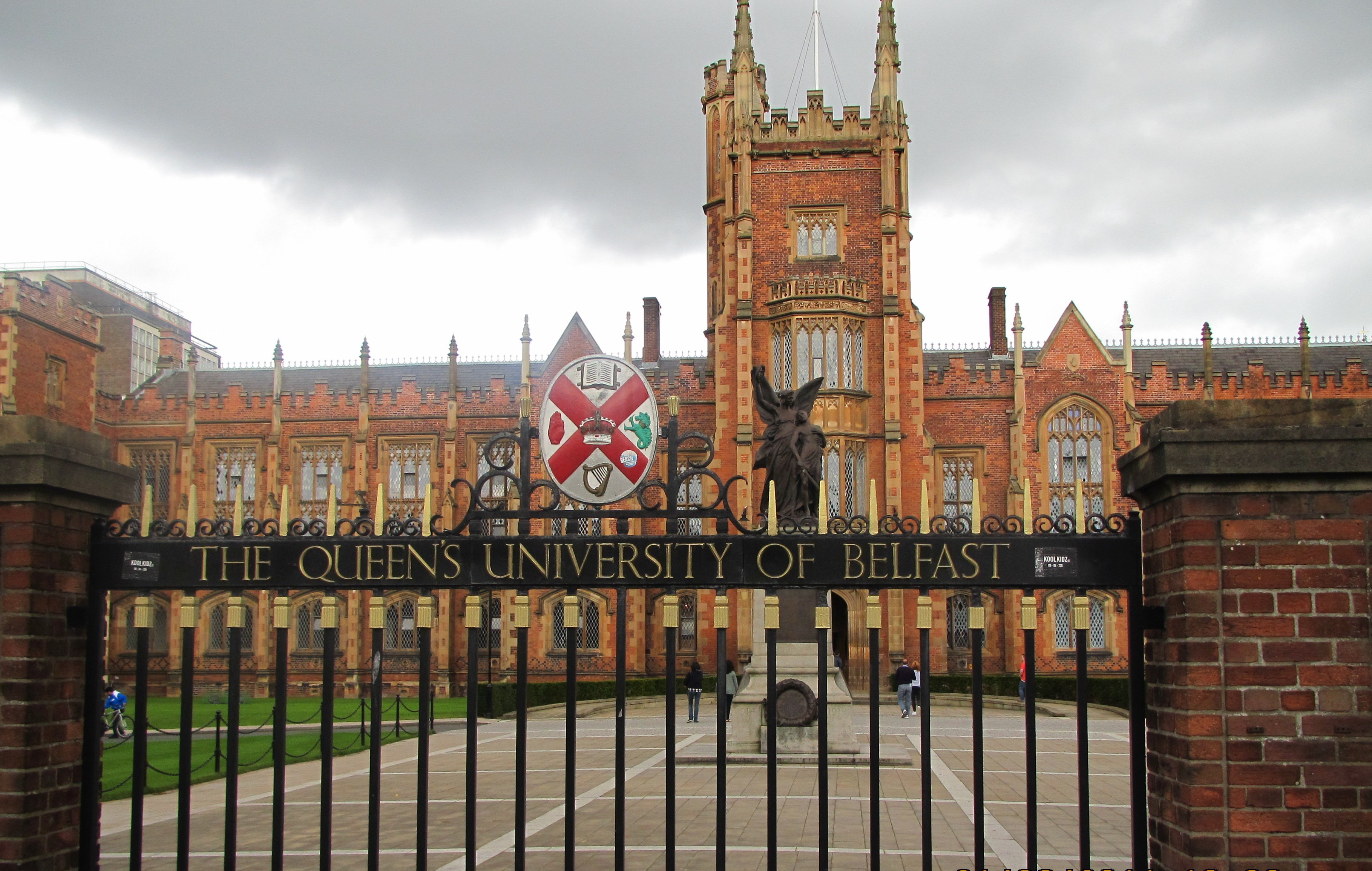
Queens University Belfast

Crown Liquor Saloon

Am zentralen Donegall Square befinden sich das Rathaus (engl. City Hall, 1906, im Rahmen von Führungen zu besichtigen) und die Linen Hall Library, eine öffentliche Bibliothek, gegründet 1788. Hier findet der Interessierte alles zum bewaffneten Kampf der Irish Republican Army und zum Friedensprozess.
In der Innenstadt befindet sich das Theater (engl. Grand Opera House), erbaut 1894 durch Frank Matcham. Gegenüber liegt der bekannteste Pub, der Crown Liquor Saloon, welcher auch der älteste Pub Nordirlands ist. An der Donegall Street, einen kurzen Fußmarsch von der City Hall entfernt, liegt die Kathedrale St. Anne’s der anglikanischen Church of Ireland.
Das Schloss auf dem Cavehill (engl. Belfast Castle) geht auf eine Normannenburg des 12. Jahrhunderts zurück.
Die Queen’s University hat rund 25.000 Studenten. Ihre Gebäude sind teilweise aus der Tudor-Zeit; sie hat einen vielbesuchten und besonders schönen Botanischen Garten. Neben der Queen’s University hat Belfast auch einen Campus der University of Ulster (mit Hauptsitz in Coleraine).
Auf den Spuren des Nordirlandkonflikts kann sich der Besucher zur Peace Line begeben: In West Belfast (westlich der Schnellstraße „West Link“) trennt diese Mauer die Gebiete der Falls Road (Wohngebiet katholischer Republikaner) von der Shankill Road (protestantische Unionisten). Die regulären Stadtrundfahrtprogramme zeigen die propagandistischen, murals genannten Wandgemälde sowohl im Falls- wie im Shankill-Viertel.
Etwa fünf Kilometer östlich der Innenstadt, in East Belfast, befindet sich das Gelände von Stormont Castle mit Sitz der Regierung von Nordirland.
Die moderne Synagoge wurde 1964 eröffnet.
Im vergangenen Jahrzehnt wurde das Flussufer neu gestaltet: Hotels und das Konferenzzentrum Waterfront Hall sind dort entstanden.
An der Antrim Road im Norden Belfasts liegt der Zoo der Stadt.

## Wirtschaft und Infrastruktur

### Wirtschaft

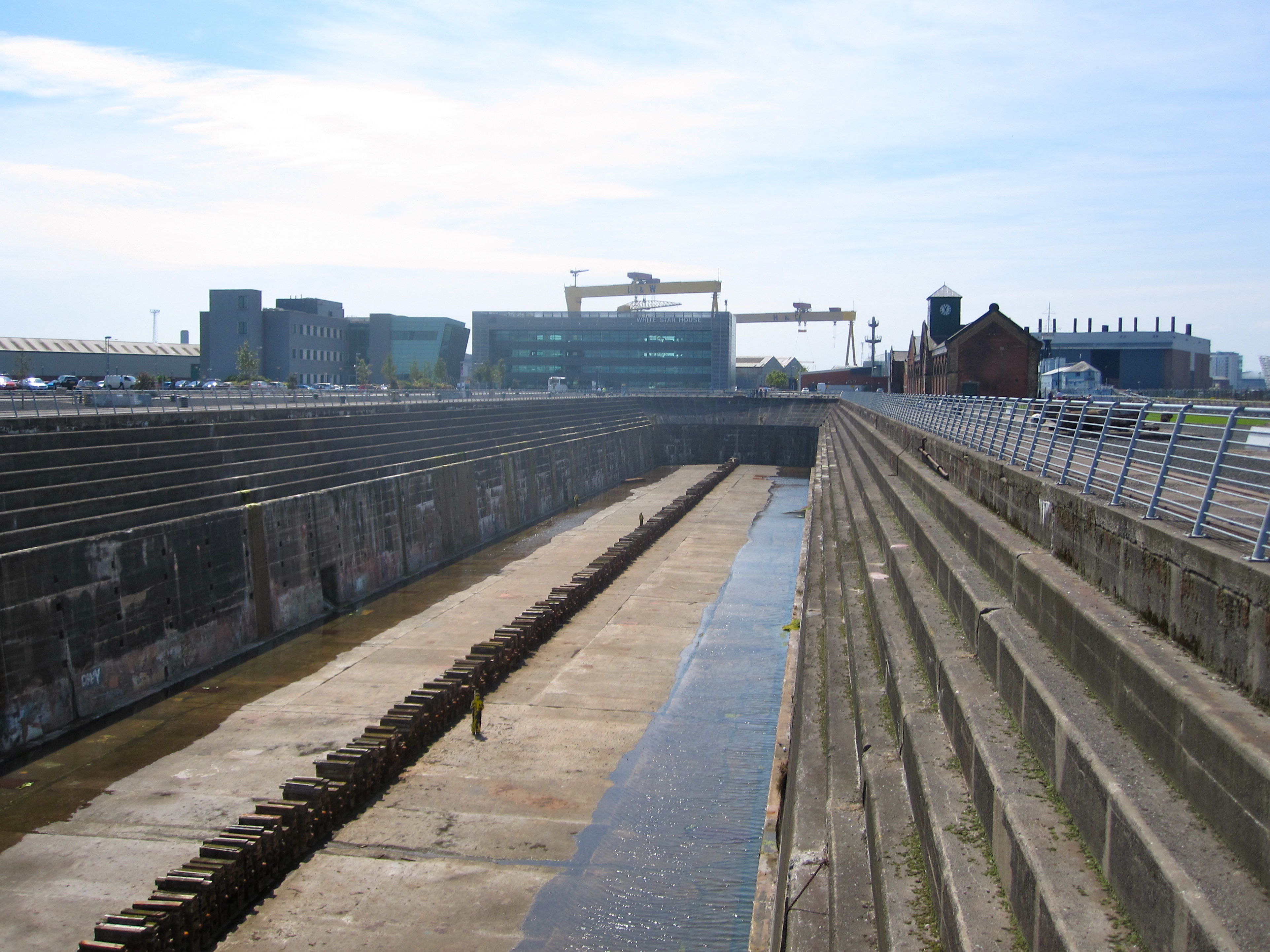
Trockendock der Titanic

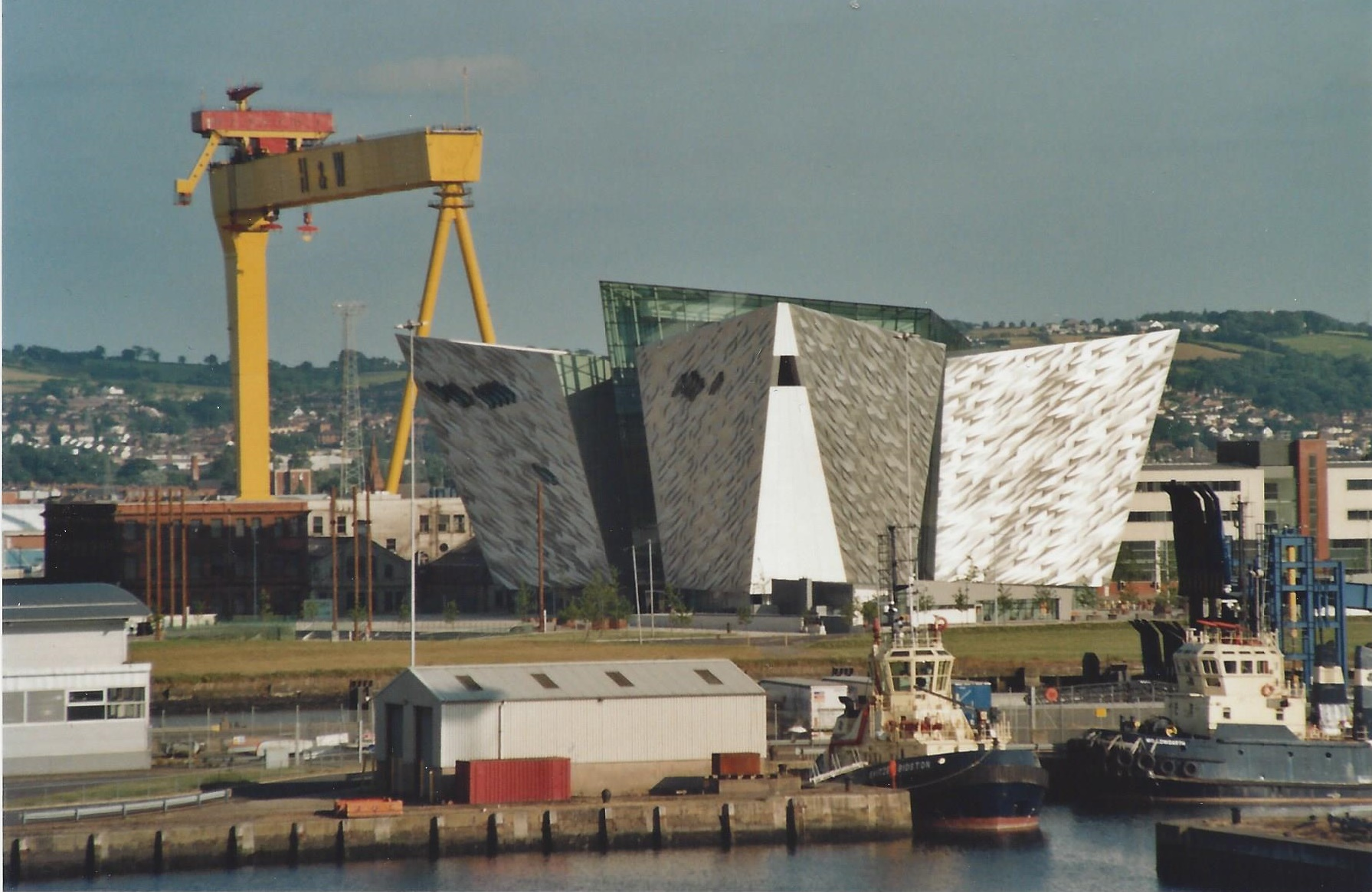
Titanic House

Seit Ende des 17. Jahrhunderts wuchs Belfast vor allem durch die Leinenindustrie zu einem bedeutenden industriellen Standort heran.
Die wachsende Nachfrage auch nach Trinkwasser wurde Anfang des 20. Jahrhunderts mit dem Bau des Silent Valley Reservoir Rechnung getragen.
Erst mit der Erweiterung des Hafens Ende des 18. Jahrhunderts gewann auch der Schiffbau an größerer Bedeutung. Die Stadt verfügt über das größte Trockendock der Welt der Werft Harland & Wolff. Die Werft hatte bis zu 30.000 Mitarbeiter. Heute sind es 200.
In unmittelbarer Nachbarschaft zur Werft befinden sich in East Belfast die ausgedehnten Werkshallen des 1909 gegründeten Flugzeugherstellers Short Brothers, der sich zunächst bei der Herstellung des im Zweiten Weltkrieg eingesetzten Flugbootes S.25 Sunderland einen Namen machte. Ab den sechziger Jahren spezialisierte man sich auf den Bau von zivilen und militärischen Transportmaschinen und schrieb mit der Herstellung der „Short Belfast“, dem drittgrößten von Propellerturbinen angetriebenen Transportflugzeug der Welt, Luftfahrtgeschichte. 1989 wurde das Werk für 30 Millionen Pfund Sterling an die Firma Bombardier verkauft.
Im Jahre 1979 errichtete die DeLorean Motor Company (DMC), das 1982 insolvent gewordene Unternehmen des amerikanischen Sportwagenbauers John DeLorean, eine Fabrik im Belfaster Vorort Dunmurry. Hier wurde bis 1983 der legendäre DeLorean DMC-12 produziert.
Belfast ist der Sitz zweier Fernsehsender, des BBC Northern Ireland und des privaten Fernsehsenders UTV; die größten Zeitungen sind The Irish News und The Belfast Telegraph.
Durch das Hafenviertel Titanic Quarter, in dem sich mit dem Northern Ireland Wissenschaftspark, dem Paint Hall Studio, dem Titanic-Themen-park, Public Record Office of Northern Ireland mehrere Wirtschafts- und Industriezweige angesiedelt haben, hat Belfast an britischen und internationalen Tourismus zugenommen.
In einer Rangliste der Städte nach ihrer Lebensqualität belegte Belfast im Jahre 2018 den 68. Platz unter 231 untersuchten Städten weltweit. Die Hauptstadt der Republik Irland, Dublin, belegte Platz 34.

### Verkehr
Es gibt keine Straßen- oder U-Bahn. Der öffentliche Personennahverkehr erfolgt über Busse, die sich im Zentrum der Stadt treffen. Das System ist sternförmig angelegt. Es gibt keine durchgehende Verbindungen von Nord nach Süd. Der Umsteigepunkt im Zentrum hat verschiedene Namen: City Centre, Donegal Square, Howard Street. Sie alle befinden sich aber am selben Platz oder in unmittelbarer Nähe des Platzes.
Northern Ireland Railways betreibt den Bahnverkehr in Nordirland. Es bestehen von Belfast innernordirische Verbindungen nach Derry~Londonderry und Portrush über Ballymena und Coleraine, Bangor, Larne über Carrickfergus (mit Anschluss an Fähren nach Stranraer (Schottland) und Douglas (Isle of Man)), sowie Newry über Lisburn und Portadown; diese Züge fuhren vom Bahnhof Belfast Great Victoria Street ab, welcher am 10. Mai 2024 stillgelegt wurde. Als Ersatz ist der Bahnhof Belfast Grand Central Station vorgesehen, welcher am 8. September 2024 für den Busverkehr in Betrieb genommen wurde, während die Inbetriebnahme des Bahnbereiches für Oktober geplant ist. Auf der Strecke in Richtung Portadown verkehren auch die gemeinsam mit der irischen Staatsbahn Iarnród Éireann betriebenen Schnellzüge Enterprise, letztere bedienen in Belfast den Bahnhof Lanyon Place.
Belfast verfügt über zwei Flughäfen, den International Airport etwa 24 Kilometer westlich der Stadt und den unmittelbar östlich der Stadt gelegenen George Best City Airport, der über die Buslinie 600 mit der Innenstadt verbunden ist.
Fährverbindungen bestehen vom Belfaster Fährhafen (Belfast Ferry Port) aus nach Liverpool (Stena Line) sowie nach Stranraer in Schottland (Stena). Im Sommer bedient die Isle of Man Steam Packet Company darüber hinaus noch die Route nach Douglas auf der Isle of Man.

## Kultur
Belfast ist der Sitz des einzigen Sinfonieorchesters Nordirlands, des Ulster Orchestra.
Die 1788 gegründete Linen Hall Library ist die älteste Bibliothek der Stadt.
Das 1890 gegründete Ulster Museum bietet spektakuläre Funde des 1588 gesunkenen Schiffs „Girona“ (benannt nach der spanischen Provinz Girona), das zur spanischen Armada gehörte.
Auf der östlichen Seite des Flusses Lagan befindet sich das Odyssey Center mit großem Saal für Sport und Konzerte, einem IMAX-Kino und einem großen interaktiven Museum, W5 genannt.
Am 31. März 2012 wurde ein Titanic-Themen-Park eröffnet. Es liegt auf dem Gelände der früheren Werft Harland & Wolff und bildet das Zentrum eines neuen Stadtviertels, des Titanic Quarter in dem mit den Pain Hall Studios Europas vorgeblich größtes Filmstudio liegt.
Belfast ist UNESCO-Musikstadt.

## Sport

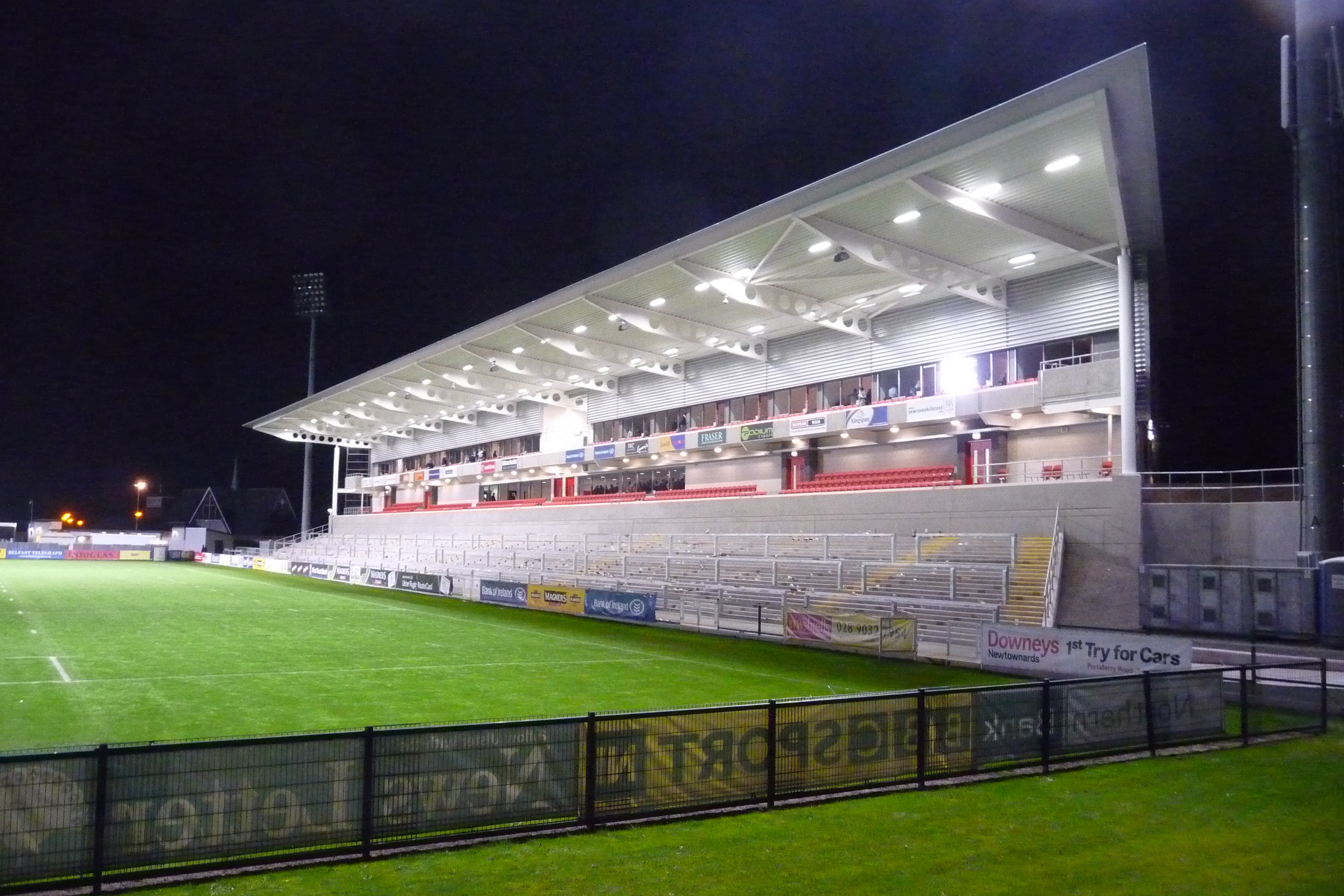
Die 2009 gebaute Osttribüne des Kingspan Stadium

Belfast hat einen der bekanntesten Eishockey-Clubs des Vereinigten Königreichs, die Belfast Giants, welcher in der 8700 Besucher fassenden Odyssey Arena beheimatet ist.
Des Weiteren erfreuen sich die traditionellen irischen Sportarten Gaelic Football und Hurling besonders im katholisch-irischen Bevölkerungsteil hoher Beliebtheit. Die Spiele der Auswahl der Grafschaft Antrim in der jeweiligen Sportart werden im Roger-Casement-Park ausgetragen, ein 21.000 Zuschauer fassendes Stadion im Belfaster Stadtteil Andersonstown.
In der NIFL Premiership, der höchsten Fußball-Spielklasse in Nordirland, sind derzeit fünf Belfaster Mannschaften vertreten. Dies sind neben dem 1879 gegründeten Cliftonville FC, des ältesten Fußballvereins in Irland, die wegen ihrer Dominanz in der Liga als Big Two bekannten Glentoran FC und Linfield FC wie auch der im Norden der Stadt ansässige Verein Crusaders FC und der Aufsteiger Donegal Celtic FC aus West Belfast. Bis Mitte des 20. Jahrhunderts lebte die nordirische Fußball-Liga von der Rivalität zwischen Linfield FC und dem in West-Belfast spielenden Belfast Celtic FC. 1949 zog sich der erfolgreiche katholische Verein zurück, nachdem in einem Spiel gegen Linfield Zuschauer das Spielfeld stürmten und Spieler tätlich angriffen. Bereits zwischen 1920 und 1924 sah sich Belfast Celtic gezwungen, sich wegen politischer Unruhen vom Spielbetrieb zurückzuziehen.
Internationale Begegnungen der Auswahl des nordirischen Fußballverbands IFA (Irish Football Association) finden in aller Regel im rund 20.000 Besucher fassenden Windsor Park in South Belfast statt, der zugleich dem Linfield FC als Heimkulisse dient.
Der gemischtreligiöse Fußballverein Bankmore Star löste sich 1972/73 im Zuge des Nordirlandkonflikts auf.
Die Spiele des Clubs Ulster Rugby, der als Unterverband der Irish Rugby Football Union (IRFU) die Provinz Ulster bei der Pro14 repräsentiert, finden im Kingspan Stadium statt, das ein Fassungsvermögen von 12.500 Zuschauern besitzt. Der bisher größte Erfolg gelang Ulster Rugby im Januar 1999 mit dem Gewinn des Rugby-Europapokalwettbewerbs Heineken Cup. Belfast war unter anderem einer der Austragungsorte bei der Rugby-Union-Weltmeisterschaft 1991, der Rugby-Union-Weltmeisterschaft 1999 und der Frauen-Rugby-Union-Weltmeisterschaft 2017.
In der Waterfront Hall wurden als wichtige Ranglistenturniere im Snooker von 2006 bis 2008 die Northern Ireland Trophy sowie von 2016 bis 2019 und wieder ab 2021 die Northern Ireland Open (nur 2016 im Titanic Exhibition Centre) ausgetragen.
In Stormont bestritt die Irische Cricket-Nationalmannschaft einige One-Day International gegen andere besuchende Cricket-Nationalmannschaften.

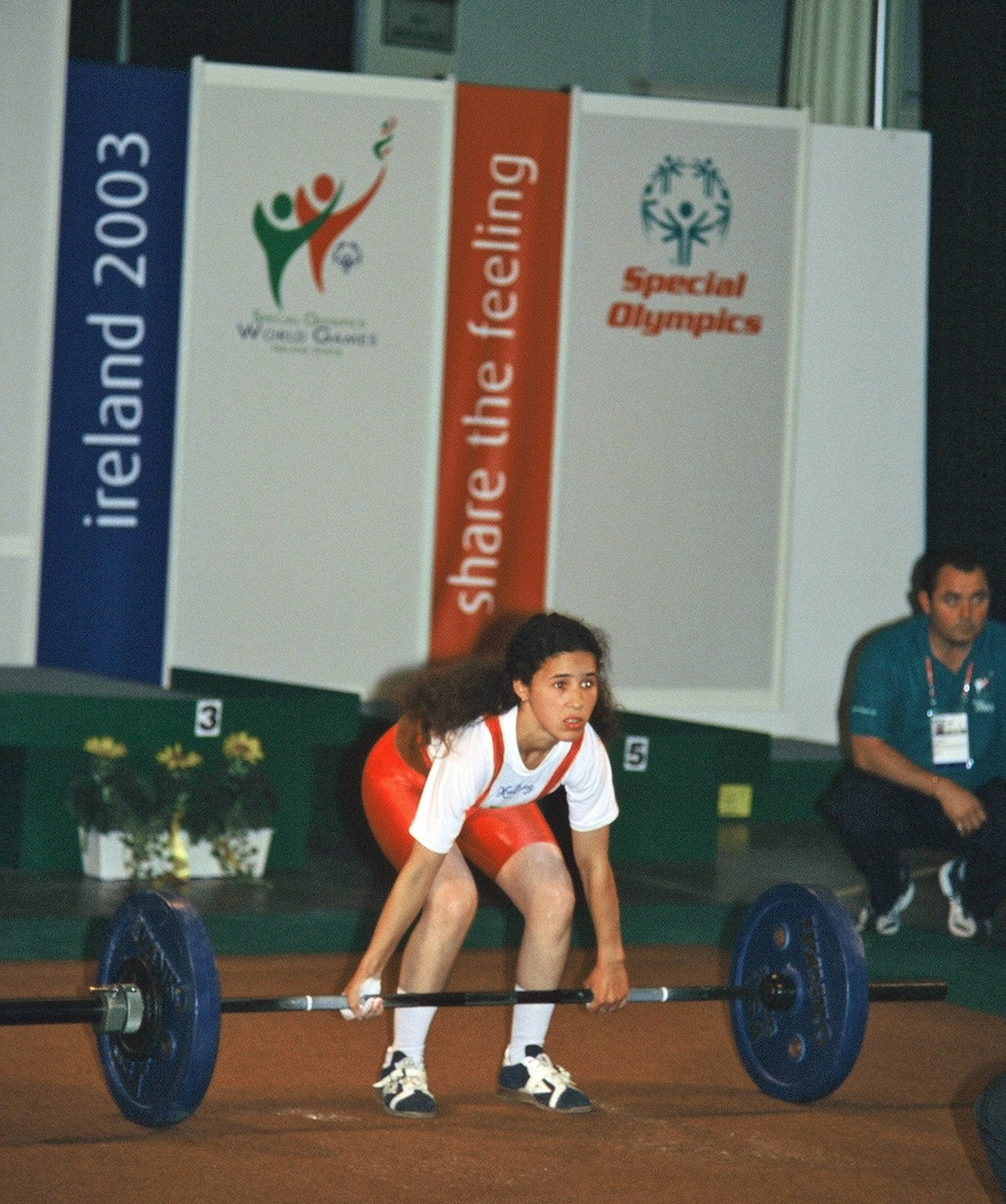
Kraftdreikampf der Frauen bei den Special Olympics World Summer Games 2003

Die 11. Special Olympics World Summer Games fanden vom 21. bis 29. Juni 2003 in Dublin und Belfast statt. Es waren die ersten Special Olympics World Summer Games, die außerhalb der USA veranstaltet wurden. Zu den Spielen reisten etwa 7.000 Athleten aus 160 Ländern (nach einer anderen Quelle: 166 Ländern) an, dazu 2.000 Trainer und 28.000 Familienangehörige. Vor Ort sorgten 30.000 Freiwillige für das Gelingen der Veranstaltung. Sie war die weltweit größte im Jahr 2003 und das größte Sport- oder Kulturereignis, das je in Irland stattfand. Zu den Spielen kamen 500.000 Besucher.

## Politik

### Parlament
- PBPA: 1
- SF: 22
- SDLP: 5
- Alliance: 11
- GPNI: 3
- Unabh.: 1
- UUP: 2
- DUP: 14
- TUV: 1

Im Juni 2022 wurde Tina Black von der Sinn Féin zur Bürgermeisterin (Lord Mayor) gewählt.
Ausgehend vom Zentrum (City Center) spricht man in Belfast geografisch von Nord-, Süd-, Ost- und West-Belfast. Dies entspricht auch den vier Wahlkreisen zum britischen Parlament. Eine Autobahn sowie der Fluss Lagan mit seiner Mündung in die Bucht von Belfast sind hierbei gebaute bzw. natürliche Grenzen.
Neben den Wahlen für das Unterhaus gibt es auch Wahlen für das nordirische Parlament und das Europaparlament.
Für die lokalen Wahlen gibt es folgende Kreise, die auch den ortsüblichen Bezeichnungen der Stadtteile entsprechen:
- Castle: Bellevue, Castleview, Cavehill, Chichester Park, Duncairn, Fortwilliam
- Oldpark: Ardoyne, Ballysillan, Cliftonville, Legoniel, New Lodge, Waterworks
- Court: Crumlin, Glencairn, Highfield, Shankill, Woodvale
- Lower Falls: Beechmount, Clonard, Falls, Upper Springfield, Whiterock
- Upper Falls: Andersonstown, Falls Park, Glencolin, Glen Road, Ladybrook
- Balmoral: Blackstaff, Finaghy, Malone, Musgrave, Upper Malone, Windsor
- Laganbank: Ballynafeigh, Botanic, Rosetta, Shaftesbury, Stranmillis
- Pottinger: Ballymacarrett, Bloomfield, The Mount, Orangefield, Ravenhill, Woodstock
- Victoria: Ballyhackamore, Belmont, Cherryvalley, Island, Knock, Stormont, Sydenham

Im Mai 2011 wurde mit dem 25-jährigen Niall Ó Donnghaile von der Sinn Féin der jüngste Bürgermeister (Lord Mayor) in der Geschichte Belfasts bestimmt.

### Städtepartnerschaften
| Bolivien | Cochabamba, Bolivien          |
| USA      | Nashville, Vereinigte Staaten |
| Südkorea | Wonju, Südkorea               |
| China    | Hefei, Volksrepublik China    |
| USA      | Boston, Vereinigte Staaten    |